# Athlétic Club Léopards de Dolisie
Maillots
Actualités
 (novembre 2024).
Si vous disposez d'ouvrages ou d'articles de référence ou si vous connaissez des sites web de qualité traitant du thème abordé ici, merci de compléter l'article en donnant les références utiles à sa vérifiabilité et en les liant à la section « Notes et références ».
L'Athlétic Club Léopards de Dolisie est un club congolais de football basé à Dolisie. Le club est fondé en 1954. Il est présidé de 2008 à 2017 par le colonel Remy Ayayos Ikounga.

## Histoire
L'Athlétic Club Léopards de Dolisie est fondé en 1954. Parmi l'un des membres fondateurs du club est  Nimmy Tsaty, photographe de profession qui avait tenu le club jusqu'en 1975. Il est basé à Dolisie.
L'AC Léopards se fait connaître du grand public avec l'arrivée à sa tête du colonel Rémi Ayayos Ikounga en 2008 en gagnant notamment six fois la Coupe du Congo de football entre 2009 et 2017, cinq fois le Championnat du Congo de football en six ans (2012, 2013, 2014, 2016 et 2017), deux Supercoupe du Congo de football (2009 et 2011) et une Coupe de la confédération en 2012.
Le 26 juillet 2015, dans le cadre de la troisième journée des matchs de poule de la Coupe de la confédération, le capitaine du club, Guelord Bhebey Ndey se blesse grièvement à la tête en retombant après un contact avec le gardien du Zamalek Sporting Club. Le club débourse une somme de 109 millions de FCFA pour évacuer en France le capitaine. Le club dénonce la négligence des autorités sportives du pays, qui n'ont aucunement aidé le club.
En Décembre 2017, avec le départ de la présidence du Colonel Rémy Ayayos, le club connaît une vraie dépression avec le départ de plus de 80% de l'équipe (joueurs et membres du staff).

## Palmarès
- Coupe de la confédération (1)
  - Vainqueur : 2012

- Supercoupe de la CAF
  - Finaliste : 2013

- Championnat du Congo (5)
  - Champion : 2012, 2013, 2016, 2017 et 2024
  - Vice-champion : 2009, 2010 et 2011

- Coupe du Congo (6)
  - Vainqueur : 2009, 2010, 2011, 2013, 2016, 2017

- Supercoupe du Congo (2) 
  - Vainqueur : 2009, 2011

## Anciens joueurs
- Guelord Bhebey Ndey

## Anciens présidents
- 2013   Rémy Ayayos